# Copa del Rey de Baloncesto
A Copa do Rei de Basquetebol (em castelhano:  Copa del Rey de Baloncesto) é uma competição anual em formato de "Competição eliminatória" para times espanhóis de basquete organizada pela liga profissional espanhola, a Liga ACB.
Conhecida originalmente como Copa de España de Baloncesto, foi disputada pela primeira vez em 1933 apenas por times das províncias de Madrid e Barcelona . Foi a primeira competição nacional de basquete disputada na Espanha . Durante o franquismo, era conhecida como Copa del Generalísimo, antes de se tornar a Copa del Rey em 1977.

## Formato
Até a criação da ACB em 1983, a Copa era disputada em suas últimas rodadas com séries de duas mãos e sua final em um único jogo em um local neutro. Em várias temporadas, houve uma fase de grupos como primeira rodada.
De 1983 a 1986, um formato de Final Four foi adotado, onde as duas equipas mais qualificadas dos dois grupos da Liga ACB no final da primeira fase classificaram-se para o torneio.
Desde 1987, o torneio foi expandido para o formato Final Eight. Como o campeonato é disputado em um único grupo round-robin, as sete primeiras equipes ao final da primeira metade da temporada regular da Liga Espanhola e a equipe anfitriã, se não for entre essas equipes, se classificam para o torneio. As oito equipes jogam um torneio eliminatório em um local, durante quatro dias, resultando em um vencedor.
A Copa del Rey é um dos destaques do calendário esportivo espanhol.

## Finais
| Ano                   | Campeão                                                      | Placar                                                       | Finalistas                                                   | Sede                                                         | Localização                                                  | Cestinha                                                     |
| Copa de España        | Copa de España                                               | Copa de España                                               | Copa de España                                               | Copa de España                                               | Copa de España                                               | Copa de España                                               |
| --------------------- | ------------------------------------------------------------ | ------------------------------------------------------------ | ------------------------------------------------------------ | ------------------------------------------------------------ | ------------------------------------------------------------ | ------------------------------------------------------------ |
| 1933                  | Rayo Club Madrid                                             | 21–11                                                        | Madrid CF                                                    | Jardines del Cine Goya                                       | Madrid                                                       | Juan Castellví                                               |
| 1934                  | Não disputada como resultado de boicote das equipas catalãs. | Não disputada como resultado de boicote das equipas catalãs. | Não disputada como resultado de boicote das equipas catalãs. | Não disputada como resultado de boicote das equipas catalãs. | Não disputada como resultado de boicote das equipas catalãs. | Não disputada como resultado de boicote das equipas catalãs. |
| 1935                  | Societé Patrie                                               | 23–19                                                        | Rayo Club Madrid                                             | Parc Municipal de Montjuïc                                   | Barcelona                                                    | Fernando Font                                                |
| 1936                  | Rayo Club Madrid                                             | 23–20                                                        | Societé Patrie                                               | Frontón de Recoletos                                         | Madrid                                                       | Raoul Arnaud                                                 |
| Copa del Generalísimo |                                                              |                                                              |                                                              |                                                              |                                                              |                                                              |
| 1940                  | L'Hospitalet                                                 | 20–17                                                        | Atlético Gracia                                              | Polideportivo de Sarriá                                      | Barcelona                                                    | Ramón Sanahuja                                               |
| 1941                  | Español                                                      | 35–20                                                        | L'Hospitalet                                                 | Frontón Fiesta Alegre                                        | Madrid                                                       | Ramón Sanahuja                                               |
| 1942                  | Layetano                                                     | 30–28                                                        | FC Barcelona                                                 | Frontón Zaragozano                                           | Zaragoza                                                     | Sebastián Navarrete                                          |
| 1943                  | FC Barcelona                                                 | 27–25                                                        | Layetano                                                     | Frontón Balear                                               | Palma                                                        | Eduardo Kucharski                                            |
| 1944                  | Layetano                                                     | 32–18                                                        | Real Madrid                                                  | Club de Campo                                                | Vigo                                                         | Eduardo Kucharski                                            |
| 1945                  | FC Barcelona                                                 | 37–34                                                        | Layetano                                                     | Pista de Gran Vía                                            | Barcelona                                                    | Eduardo Kucharski                                            |
| 1946                  | FC Barcelona                                                 | 44–35                                                        | Montgat                                                      | Plaza de toros de las Arenas                                 | Barcelona                                                    | Juan Ferrando                                                |
| 1947                  | FC Barcelona                                                 | 39–25                                                        | Canarias de Madrid                                           | Centro de Natación Helios                                    | Zaragoza                                                     | Juan Ferrando                                                |
| 1948                  | Juventud Badalona                                            | 41–32                                                        | Real Madrid                                                  | Instituto Deportivo General Yagüe                            | Burgos                                                       | Andrés Oller                                                 |
| 1949                  | FC Barcelona                                                 | (play-off)                                                   | Real Madrid                                                  | Palacio de Deportes del Club América                         | Madrid                                                       | Andrés Oller                                                 |
| 1950                  | FC Barcelona                                                 | 46–39                                                        | Juventud Badalona                                            | Plaza de toros de las Arenas                                 | Barcelona                                                    | Andrés Oller                                                 |
| 1951                  | Real Madrid                                                  | 47–36                                                        | FC Barcelona                                                 | Frontón Gros                                                 | San Sebastián                                                | Guillermo Galíndez                                           |
| 1952                  | Real Madrid                                                  | 43–31                                                        | Juventud Badalona                                            | Plaza de toros de Alicante                                   | Alicante                                                     | Guillermo Galíndez                                           |
| 1953                  | Juventud Badalona                                            | 41–39                                                        | Real Madrid                                                  | Colegio San José                                             | Valladolid                                                   | Ignacio Pinedo                                               |
| 1954                  | Real Madrid                                                  | 56–41                                                        | Juventud Badalona                                            | Frontón Fiesta Alegre                                        | Madrid                                                       | Guillermo Galíndez                                           |
| 1955                  | Juventud Badalona                                            | 59–44                                                        | Real Madrid                                                  | Pabellón del Deporte                                         | Barcelona                                                    | José Brunet                                                  |
| 1956                  | Real Madrid                                                  | 59–55                                                        | Aismalíbar                                                   | Frontón Fiesta Alegre                                        | Madrid                                                       | Alfonso Martínez                                             |
| 1957                  | Real Madrid                                                  | 54–50                                                        | Aismalíbar                                                   | Pista de Vista Alegre                                        | Vigo                                                         | Alfonso Martínez                                             |
| 1958                  | Juventud Badalona                                            | 74–69                                                        | Real Madrid                                                  | Centro de Natación Helios                                    | Zaragoza                                                     | José Brunet                                                  |
| 1959                  | FC Barcelona                                                 | 50–36                                                        | Aismalíbar                                                   | Palacio de los Deportes                                      | Barcelona                                                    | Jorge Bonareu                                                |
| 1960                  | Real Madrid                                                  | 76–64                                                        | Hesperia                                                     | Frontón Fiesta Alegre                                        | Madrid                                                       | Travis Montgomery                                            |
| 1961                  | Real Madrid                                                  | 76–51                                                        | FC Barcelona                                                 | Frontón Deportivo                                            | Bilbao                                                       | Emiliano Rodríguez                                           |
| 1962                  | Real Madrid                                                  | 80–66                                                        | Estudiantes                                                  | Palacio de los Deportes                                      | Barcelona                                                    | José Ramón Ramos                                             |
| 1963                  | Estudiantes                                                  | 94–90                                                        | Real Madrid                                                  | Frontón Urumea                                               | San Sebastián                                                | José Ramón Ramos                                             |
| 1964                  | Picadero                                                     | 63–51                                                        | Aismalíbar                                                   | Palacio de Deportes                                          | Lugo                                                         | Miguel Albanell                                              |
| 1965                  | Real Madrid                                                  | 102–82                                                       | Náutico Tenerife                                             | Pabellón de Deportes                                         | Salamanca                                                    | Alejandro Plasencia Lolo Sainz                               |
| 1966                  | Real Madrid                                                  | 62–61                                                        | Juventud Kalso                                               | Pabellón del Casal Sagrada Familia                           | Terrassa                                                     | Clifford Luyk                                                |
| 1967                  | Real Madrid                                                  | 82–80                                                        | Kas Vitoria                                                  | Frontón Vitoriano                                            | Vitoria-Gasteiz                                              | Clifford Luyk                                                |
| 1968                  | Picadero                                                     | 58–55                                                        | Juventud Kalso                                               | Pabellón de Deportes de La Arena                             | Gijón                                                        | Enrique Margall                                              |
| 1969                  | Juventud Nerva                                               | 82–81                                                        | Real Madrid                                                  | Pabellón de Deportes                                         | Ourense                                                      | Clifford Luyk                                                |
| 1970                  | Real Madrid                                                  | 102–90                                                       | Juventud Nerva                                               | Palacio de los Deportes                                      | León                                                         | Clifford Luyk                                                |
| 1971                  | Real Madrid                                                  | 72–63                                                        | Juventud Nerva                                               | Pabellón de Deportes de Mendizorroza                         | Vitoria-Gasteiz                                              | Clifford Luyk Luis Miguel Santillana                         |
| 1972                  | Real Madrid                                                  | 92–77                                                        | Juventud Schweppes                                           | Palacio de Deportes de Riazor                                | A Coruña                                                     | Emiliano Rodríguez                                           |
| 1973                  | Real Madrid                                                  | 123–79                                                       | Estudiantes Monteverde                                       | Pabellón Polideportivo de La Salle                           | Paterna                                                      | Clifford Luyk                                                |
| 1974                  | Real Madrid                                                  | 87–85                                                        | Juventud Schweppes                                           | Pabellón de Deportes                                         | Alicante                                                     | Miguel Ángel Estrada                                         |
| 1975                  | Real Madrid                                                  | 114–85                                                       | Estudiantes Monteverde                                       | Pabellón Polideportivo                                       | Jaén                                                         | Gonzalo Sagi-Vela                                            |
| 1976                  | Juventud Schweppes                                           | 99–88                                                        | Real Madrid                                                  | Pabellón Municipal                                           | Cartagena                                                    | Wayne Brabender                                              |
| Copa del Rey          |                                                              |                                                              |                                                              |                                                              |                                                              |                                                              |
| 1977                  | Real Madrid                                                  | 97–71                                                        | FC Barcelona                                                 | Nuevo Palacio de Deportes                                    | Palma                                                        | Wayne Brabender                                              |
| 1978                  | FC Barcelona                                                 | 103–96                                                       | Real Madrid                                                  | Pabellón Municipal                                           | Zaragoza                                                     | Bob Guyette                                                  |
| 1979                  | FC Barcelona                                                 | 130–113                                                      | Tempus                                                       | Polideportivo Anaitasuna                                     | Pamplona                                                     | Chicho Sibilio                                               |
| 1980                  | FC Barcelona                                                 | 92–83                                                        | Manresa EB                                                   | Pabellón Municipal de Punta Arnela                           | Ferrol                                                       | Bob Fullarton                                                |
| 1981                  | FC Barcelona                                                 | 106–90                                                       | Real Madrid                                                  | Pabellón Municipal                                           | Almería                                                      | Epi                                                          |
| 1982                  | FC Barcelona                                                 | 110–108                                                      | Real Madrid                                                  | Polideportivo Entrepuentes                                   | Badajoz                                                      | Chicho Sibilio                                               |
| 1983                  | FC Barcelona                                                 | 125–93                                                       | Inmobanco                                                    | Pabellón Municipal de Deportes                               | Palencia                                                     | Epi                                                          |
| 1984                  | CAI Zaragoza                                                 | 81–78                                                        | FC Barcelona                                                 | Pabellón Municipal                                           | Zaragoza                                                     | Epi                                                          |
| 1985                  | Real Madrid                                                  | 90–76                                                        | Ron Negrita Joventut                                         | Pavelló Club Joventut Badalona                               | Badalona                                                     | Fernando Martín                                              |
| 1986                  | Real Madrid                                                  | 87–79                                                        | Ron Negrita Joventut                                         | Palau Blaugrana                                              | Barcelona                                                    | Jordi Villacampa                                             |
| 1987                  | FC Barcelona                                                 | 110–102                                                      | Ron Negrita Joventut                                         | Palacio Municipal de Deportes                                | Santa Cruz de Tenerife                                       | Wallace Bryant                                               |
| 1988                  | FC Barcelona                                                 | 84–83                                                        | Real Madrid                                                  | Pabellón Polideportivo Pisuerga                              | Valladolid                                                   | Wendell Alexis                                               |
| 1989                  | Real Madrid                                                  | 85–81                                                        | FC Barcelona                                                 | Pazo dos Deportes de Riazor                                  | A Coruña                                                     | Dražen Petrović                                              |
| Ano                   | Campeão                                                      | Placar                                                       | Finalistas                                                   | Sede                                                         | Localização                                                  | Cestinha                                                     |
| 1990                  | CAI Zaragoza                                                 | 76–69                                                        | Ram Joventut                                                 | Centro Insular de Deportes                                   | Las Palmas                                                   | Mark Davis                                                   |
| 1991                  | FC Barcelona Banca Catalana                                  | 67–65                                                        | Estudiantes Caja Postal                                      | Pabellón Príncipe Felipe                                     | Zaragoza                                                     | Juan Antonio Orenga                                          |
| 1992                  | Estudiantes Caja Postal                                      | 61–56                                                        | CAI Zaragoza                                                 | Palacio de Deportes                                          | Granada                                                      | John Pinone                                                  |
| 1993                  | Real Madrid Teka                                             | 74–71                                                        | Marbella Joventut                                            | Coliseum da Coruña                                           | A Coruña (2)                                                 | Joe Arlauckas                                                |
| 1994                  | FC Barcelona Banca Catalana                                  | 86–75                                                        | Taugrés                                                      | Palacio San Pablo                                            | Sevilla                                                      | Velimir Perasović                                            |
| 1995                  | Taugrés                                                      | 88–80                                                        | Amway Zaragoza                                               | Palacio de Deportes (2)                                      | Granada (2)                                                  | Pablo Laso                                                   |
| 1996                  | TDK Manresa                                                  | 94–92                                                        | FC Barcelona Banca Catalana                                  | Palacio de Deportes                                          | Murcia                                                       | Joan Creus                                                   |
| 1997                  | Festina Joventut                                             | 79–71                                                        | Cáceres                                                      | Palacio de los Deportes                                      | León                                                         | Andre Turner                                                 |
| 1998                  | Pamesa Valencia                                              | 89–75                                                        | Pinturas Bruguer Badalona                                    | Pabellón Polideportivo Pisuerga (2)                          | Valladolid (2)                                               | Nacho Rodilla                                                |
| 1999                  | Tau Cerámica                                                 | 70–61                                                        | Caja San Fernando                                            | Pabellón Fuente de San Luis                                  | Valencia                                                     | Elmer Bennett                                                |
| 2000                  | Adecco Estudiantes                                           | 73–63                                                        | Pamesa Valencia                                              | Fernando Buesa Arena                                         | Vitoria-Gasteiz                                              | Alfonso Reyes                                                |
| 2001                  | FC Barcelona                                                 | 80–77                                                        | Real Madrid Teka                                             | Palacio Martín Carpena                                       | Málaga                                                       | Pau Gasol                                                    |
| 2002                  | Tau Cerámica                                                 | 85–83                                                        | FC Barcelona                                                 | Fernando Buesa Arena (2)                                     | Vitoria-Gasteiz (2)                                          | Dejan Tomašević                                              |
| 2003                  | FC Barcelona                                                 | 84–78                                                        | Tau Cerámica                                                 | Pabellón Fuente de San Luis (2)                              | Valencia (2)                                                 | Dejan Bodiroga                                               |
| 2004                  | Tau Cerámica                                                 | 81–77                                                        | DKV Joventut                                                 | Palacio San Pablo (2)                                        | Sevilla (2)                                                  | Rudy Fernández                                               |
| 2005                  | Unicaja                                                      | 80–76                                                        | Real Madrid                                                  | Pabellón Príncipe Felipe (2)                                 | Zaragoza (2)                                                 | Jorge Garbajosa                                              |
| 2006                  | Tau Cerámica                                                 | 85–80                                                        | Pamesa Valencia                                              | Palacio de los Deportes                                      | Madrid                                                       | Pablo Prigioni                                               |
| 2007                  | Winterthur FC Barcelona                                      | 69–53                                                        | Real Madrid                                                  | Palacio Martín Carpena (2)                                   | Málaga (2)                                                   | Jordi Trias                                                  |
| 2008                  | DKV Joventut                                                 | 82–80                                                        | Tau Cerámica                                                 | Fernando Buesa Arena (3)                                     | Vitoria-Gasteiz (3)                                          | Rudy Fernández (2)                                           |
| 2009                  | Tau Cerámica                                                 | 100–98                                                       | Unicaja                                                      | Palacio de los Deportes (2)                                  | Madrid (2)                                                   | Mirza Teletović                                              |
| 2010                  | Regal FC Barcelona                                           | 80–61                                                        | Real Madrid                                                  | Bizkaia Arena                                                | Bilbao                                                       | Fran Vázquez                                                 |
| 2011                  | Regal FC Barcelona                                           | 68–60                                                        | Real Madrid                                                  | Palacio de los Deportes (3)                                  | Madrid (3)                                                   | Alan Anderson                                                |
| 2012                  | Real Madrid                                                  | 91–74                                                        | FC Barcelona Regal                                           | Palau Sant Jordi                                             | Barcelona                                                    | Sergio Llull                                                 |
| 2013                  | FC Barcelona Regal                                           | 85–69                                                        | Valencia Basket                                              | Fernando Buesa Arena (4)                                     | Vitoria-Gasteiz (4)                                          | Pete Mickeal                                                 |
| 2014                  | Real Madrid                                                  | 77–76                                                        | FC Barcelona                                                 | Palacio Martín Carpena (3)                                   | Málaga (3)                                                   | Nikola Mirotić                                               |
| 2015                  | Real Madrid                                                  | 77–71                                                        | FC Barcelona                                                 | Gran Canaria Arena                                           | Las Palmas (2)                                               | Rudy Fernández (3)                                           |
| 2016                  | Real Madrid                                                  | 85–81                                                        | Herbalife Gran Canaria                                       | Coliseum da Coruña (2)                                       | A Coruña (3)                                                 | Gustavo Ayón                                                 |
| 2017                  | Real Madrid                                                  | 97–95                                                        | Valencia Basket                                              | Fernando Buesa Arena (5)                                     | Vitoria-Gasteiz (5)                                          | Sergio Llull (2)                                             |
| 2018                  | FC Barcelona Lassa                                           | 92–90                                                        | Real Madrid                                                  | Gran Canaria Arena (2)                                       | Las Palmas (3)                                               | Thomas Heurtel                                               |
| 2019                  | Barça Lassa                                                  | 94–93                                                        | Real Madrid                                                  | Palacio de los Deportes (4)                                  | Madrid (4)                                                   | Thomas Heurtel (2)                                           |
| 2020                  | Real Madrid                                                  | 95–68                                                        | Unicaja                                                      | Palacio Martín Carpena (4)                                   | Málaga (4)                                                   | Facundo Campazzo                                             |
| 2021                  | Barça                                                        | 88–73                                                        | Real Madrid                                                  | Palacio de los Deportes (5)                                  | Madrid (5)                                                   | Cory Higgins                                                 |
| 2022                  | Barça                                                        | 64-59                                                        | Real Madrid                                                  | Palacio de Deportes (3)                                      | Granada (3)                                                  | Nikola Mirotić (2)                                           |
| 2023                  | Unicaja                                                      | 83–80                                                        | Lenovo Tenerife                                              | Palau Municipal d'Esports de Badalona                        | Badalona (2)                                                 | Tyson Carter                                                 |
| 2024                  | Real Madrid                                                  | 96-85                                                        | Barça                                                        | Gran Canaria Arena (3)                                       | Las Palmas (4)                                               | Kendrick Perry                                               |

## Títulos por equipe

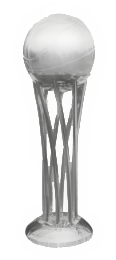
Troféu atual

| Equipe             | Vencedores | Vice-campeã | Anos de vitórias |
| ------------------ | ---------- | ----------- | --- |
| Real Madrid        | 29         | 23          | 1951, 1952, 1954, 1956, 1957, 1960, 1961, 1962, 1965, 1966, 1967, 1970, 1971, 1972, 1973, 1974, 1975, 1977, 1985, 1986, 1989, 1993, 2012, 2014, 2015, 2016, 2017, 2020, 2024 |
| Barcelona          | 27         | 11          | 1943, 1945, 1946, 1947, 1949, 1950, 1959, 1978, 1979, 1980, 1981, 1982, 1983, 1987, 1988, 1991, 1994, 2001, 2003, 2007, 2010, 2011, 2013, 2018, 2019, 2021, 2022             |
| Joventut           | 8          | 16          | 1948, 1953, 1955, 1958, 1969, 1976, 1997, 2008 |
| Baskonia           | 6          | 3           | 1995, 1999, 2002, 2004, 2006, 2009 |
| Estudiantes        | 3          | 4           | 1963, 1992, 2000 |
| Málaga             | 3          | 2           | 2005, 2023, 2025 |
| Laietà             | 2          | 2           | 1942,1944 |
| Zaragoza           | 2          | 2           | 1984, 1990 |
| Rayo Club Madrid   | 2          | 1           | 1933, 1936 |
| Picadero           | 2          | 0           | 1964,1968 |
| Valencia Basket    | 1          | 4           | 1998 |
| Societé Patrie     | 1          | 2           | 1935 |
| L'Hospitalet       | 1          | 1           | 1940 |
| Manresa            | 1          | 1           | 1996 |
| Espanyol           | 1          | 0           | 1941 |
| Aismalíbar         | 0          | 4           | |
| Inmobanco          | 0          | 2           | |
| Montgat            | 0          | 1           | |
| Canarias de Madrid | 0          | 1           | |
| Hesperia           | 0          | 1           | |
| Náutico Tenerife   | 0          | 1           | |
| Kas Vitoria        | 0          | 1           | |
| Cáceres            | 0          | 1           | |
| Sevilla            | 0          | 1           | |
| Grã-Canária        | 0          | 1           | |